# Thulin Typ L
Thulin Typ L var ett svenskt spaningsflygplan som konstruerades och tillverkades vid A.B. Enoch Thulins Aeroplanfabrik (AETA) i Landskrona.
Typ L var en utveckling och förbättring av den tämligen misslyckade typ Typ E. Bland annat ökades vingytan och flottörstället gjordes lättare. Arméflyget beställde 4 juli 1916 fyra exemplar av Typ L samt extra flottörställ till flygplanen. Genom att arméflyget i en bytesaffär lämnade ifrån sig samtliga kvarvarande Blériotflygplan till AETA kunde man erhålla ett femte flygplan. Leveranserna skedde A motorer. Flygplanen betecknades Thulin L och levererades från november 1916 fram till mars 1917 till arméflyget. De baserades vid andra flygavdelningen i Boden. Flygplanen kunde förses med hjul, skidor eller flottörställ. Fältmässiga försök visade dock att flygplanet fungerade dåligt med flottörer, De utnyttjades flitigt för spaning, utbildning och eldledning fram till december 1918. Ett flygplan konstruerades om vid Flygkompaniets Verkstad på Malmen (FVM) av Henry Kjellson som försåg dubbeldäckaren med ett extra mittre vingpar till ett triplan i september 1918, redan i april 1919 totalhavererade triplanet. När Flygkompaniet bildades 1918 överfördes fyra Typ L från arméflyget. Tre stycken flögs ej i Flygkompaniet utan förrådställdes fram till att samtliga flygplan avfördes och kasserades i december 1920. 